# Galium maximowiczii
Galium maximowiczii är en måreväxtart som först beskrevs av Vladimir Leontjevitj Komarov, och fick sitt nu gällande namn av Evgeniia Georgievna Pobedimova. Galium maximowiczii ingår i släktet måror, och familjen måreväxter. Inga underarter finns listade i Catalogue of Life.